# Włoski udział na froncie wschodnim

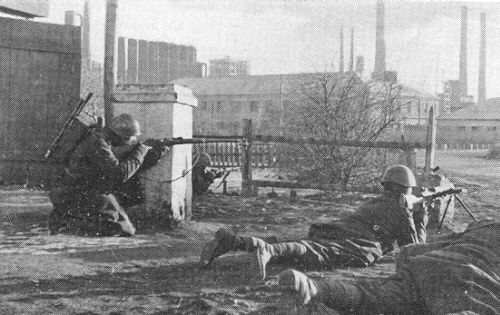
Żołnierze włoscy w walkach o Stalino (1941)

Włoski udział na froncie wschodnim podczas II wojny światowej rozpoczął się niedługo po napaści Niemiec na ZSRR 22 czerwca 1941 i trwał do 1943. Benito Mussolini, chcąc wykazać solidarność z III Rzeszą oraz innymi państwami Osi, rozkazał przygotowanie kontyngentu wojskowego, którego celem była walka ze Związkiem Radzieckim.
Ogółem, w latach 1941–1943 Włosi użyli dwóch głównych jednostek, których celem była walka z Armią Czerwoną. Pierwszym był Włoski Korpus Ekspedycyjny w Rosji (Corpo di Spedizione Italiano in Russia, w skrócie C.S.I.R.), który brał udział w starciach do 1942. Drugą jednostką była Włoska Armia w Rosji (Armata Italiana in Russia, lub ARMIR), która na froncie znajdowała się do początku 1943, kiedy to poniosła ogromne straty podczas bitwy o Stalingrad. Odtąd udział Włoch na froncie wschodnim był już nieznaczny.

## Włoski Korpus Ekspedycyjny w Rosji
Włosi rozpoczęli formowanie korpusu ekspedycyjnego kilka dni po ataku Niemiec na ZSRR. W skład CSIR (Corpo di Spedizione Italiano in Russia) włączono trzy dywizje stacjonujące w północnych Włoszech: 9. DP „Pasubio”, 52. DP „Torrino” oraz 3. Dywizję Szybką „Celere” im. Księcia Amadea d’Aosty. Siły te zostały wzmocnione samodzielnymi oddziałami zmotoryzowanymi, artylerii, tyłowymi i inżynieryjno – saperskimi. Łącznie, korpus liczył około 62 tysięcy ludzi. W lipcu do korpusu znajdującego się już na terytorium ZSRR dołączyły siły lotnicze w sile 92 samolotów różnych typów.
Dowódcą korpusu miał być generał Francesco Zingales, lecz w trakcie podróży na front doznał problemów ze zdrowiem i musiał pozostać w szpitalu w Wiedniu, został więc zastąpiony przez Giovanniego Messe.
CSIR został początkowo przydzielony jako odwód 11 Armii. 14 sierpnia korpus podporządkowano 1 Grupie Pancernej pod dowództwem Ewalda von Kleista, która działała w ramach Grupy Armii „Południe”. Podczas bitwy o Kijów dywizja „Pasubio” osłaniała prawe skrzydło 17 Armii, podczas gdy pozostałe dwie dywizje brały udział w walkach pod Dniepropetrowskiem. 19–20 października Dywizja Szybka wraz z niemieckim XXXXIX Korpusem Górskim wzięła udział w walkach o Stalino (dzisiejszy Donieck). W listopadzie Armia Czerwona wyparła Niemców z Rostowa, co oznaczało przejście do obrony całej Grupy Armii „Południe”.

## Włoska Armia w Rosji

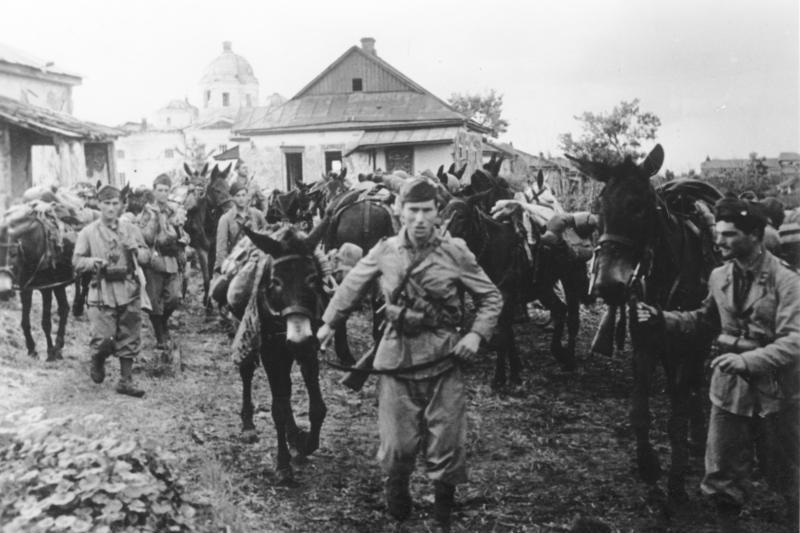
Żołnierze 8 Armii na froncie wschodnim (lato 1942)

W lipcu 1942 Mussolini rozkazał zwiększyć liczebność włoskiego kontyngentu w Rosji, scalając jednocześnie wszystkie oddziały włoskie we Włoską Armię w Rosji (Armata Italiana in Russia, w skrócie ARMIR), znaną też pod nazwą 8 Armii. Z Włoch przerzucono 2. DP „Sforzesca”, 3. DP „Ravenna” i 5. DP „Cosseria”. Sformowano również Korpus Alpejski w skład którego weszła 2 Dywizja Strzelców Alpejskich „Tridentina”, 3 Dywizja Strzelców Alpejskich „Julia”, 4 Dywizja Strzelców Alpejskich „Cuneese” i 156. DP „Vincenza”. Siły te liczyły około 229 tysięcy żołnierzy, nad którymi dowództwo przejął Italo Gariboldi. 28 czerwca rozpoczęła się niemiecka operacja Fall Blau, której celem było opanowanie Kaukazu i Stalingradu. W sierpniu dywizja „Celere” wzięła udział w walkach w okolicach Serafimowicz. Niedługo po tym cała 8 Armia została skierowana do obrony linii Donu, liczącej ponad 250 kilometrów. 
Sytuacja wydawała się być stabilna, do czasu kiedy 19 listopada Sowieci rozpoczęli operację „Uran” wycelowaną w pozycje rumuńskie, sąsiadujące z pozycjami włoskimi. Po zniszczeniu 3. i 4. armii rumuńskiej Armia Czerwona rozpoczęła 16 grudnia operację „Mały Saturn” wymierzoną w 8 armię włoską. Sowiecka 63 Armia wspierana przez czołgi T-34 i lotnictwo szturmowe uderzyła w najsłabszy sektor włoskiej obrony, zajmowany przez dywizje „Ravenna” i „Cosseria”. 17 grudnia pozostałe jednostki rumuńskie zostały ostatecznie zniszczone, tego samego dnia ruszyło radzieckie natarcie na pozycje węgierskie. 1 Armia Gwardyjska uderzyła na dywizje „Celere” i „Passubio”. Siły 8 armii zostały zmuszone do odwrotu. Ostra zima, problemy z zaopatrzeniem oraz ataki Armii Czerwonej doprowadziły do dużych strat wśród włoskich oddziałów. 14 stycznia rozpoczęła się ofensywa 6 Armii skierowana na pozycje Korpusu Alpejskiego, podczas której dywizje „Julia” i „Cuneense” zostały zniszczone. Tylko części dywizji „Tridentina” udało się wyrwać z sowieckiego okrążenia i dotrzeć do nowej linii frontu.
Ogólne straty 8 Armii od 11 grudnia 1942 do 31 stycznia 1943 wyniosły 84 830 zabitych, rannych, zaginionych i wziętych do niewoli.

## Epilog
Na początku 1943 pozostałości ARMIR wycofano z frontu w rejon Niżyn – Homel, po czym żołnierze włoscy zaczęli być odsyłani do Włoch. Ewakuacja trwała do 22 maja. Ogromne straty włoskiej armii były jednym z powodów, który zachwiał stosunek włoskiego społeczeństwa do reżimu faszystowskiego. Wzrosła niechęć do Benito Mussoliniego, co przyczyniło się w dużej mierze do odsunięcia go od władzy jeszcze w tym samym roku.
W latach 1943–1945, podczas istnienia Włoskiej Republiki Socjalnej udział Włoch ograniczał się już tylko do służby 834. pułku medycznego, a także do nielicznych jednostek zabezpieczających i tyłowych, formowanych głównie z jeńców włoskich przebywających w niemieckich obozach jenieckich.

## Kultura masowa
W roku 1964 nakręcono radziecko-włoski dramat filmowy Oni szli na Wschód ukazujący wojnę na froncie wschodnim z perspektywy włoskich żołnierzy. W tym samym roku nakręcono polską komedię filmową Giuseppe w Warszawie ukazującą losy włoskiego dezertera z korpusu ekspedycjnego uczestniczącego w agresji na Związek Radziecki.